# Alexandru Berlescu
Alexandru Berlescu (ur. 22 lipca 1894, zm. ?) – rumuński bobsleista, uczestnik Zimowych Igrzysk Olimpijskich w Sankt Moritz w 1928.

## Igrzyska olimpijskie
Alexandru Berlescu uczestniczył w zimowych igrzyskach olimpijskich w 1928 w szwajcarskim Sankt Moritz. Na tych Igrzyskach wystąpił w jedynej bobslejowej konkurencji – piątkach, prekursorze bobslejowych czwórek. Pierwszy bobslej reprezentacji Rumunii w składzie Alexandru Berlescu, Petre Petrovici, Horia Roman, Eugen Ștefănescu, Tiță Rădulescu, w fatalnych warunkach atmosferycznych, zajął 19. miejsce. Zawody podwójnie wygrała reprezentacja Stanów Zjednoczonych, trzecie miejsce zdobyli reprezentanci Niemiec.
Były to jedyne igrzyska olimpijskie w karierze tego bobsleisty.